# Zeister Muziekdagen

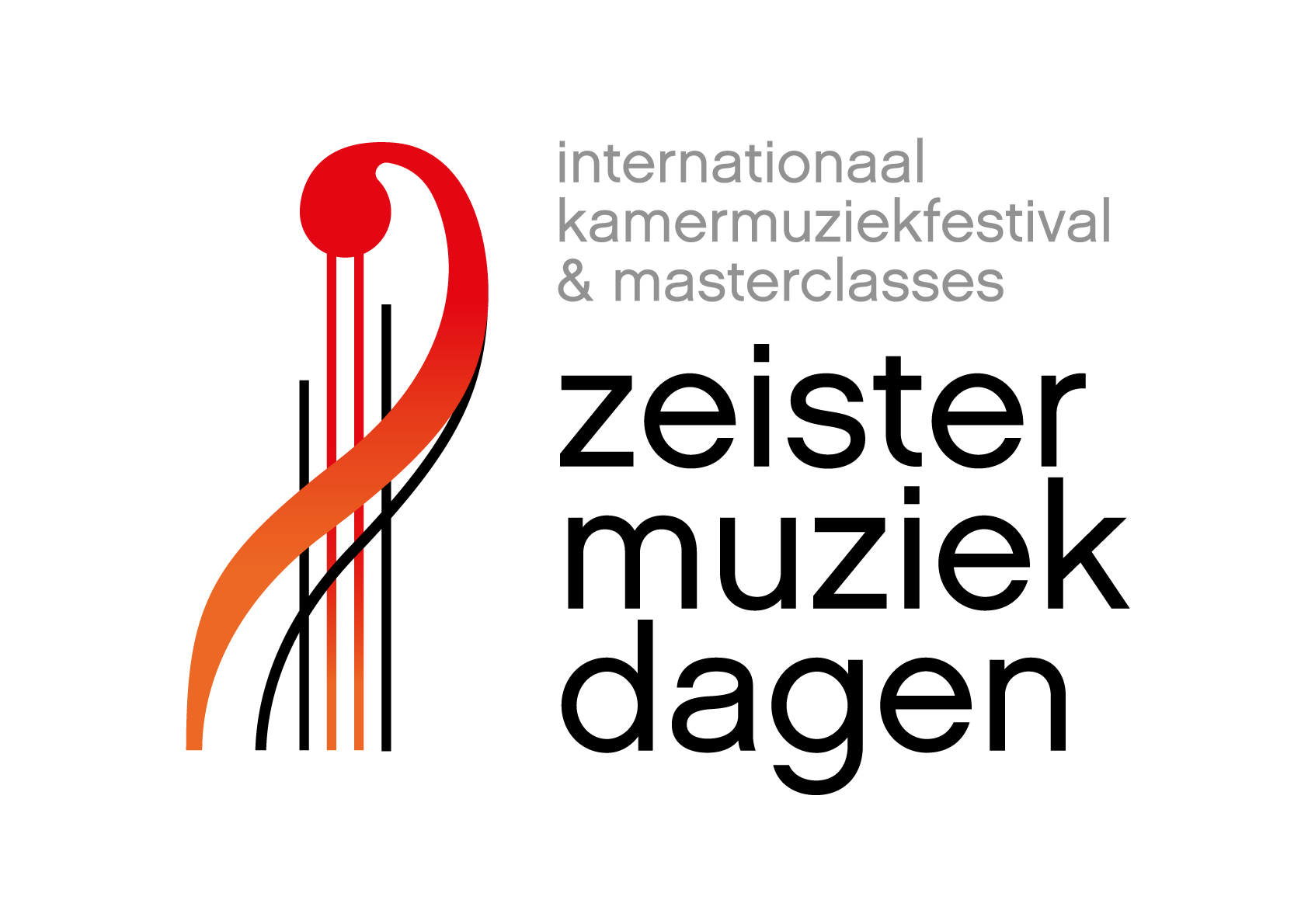

De Zeister Muziekdagen, een 15-daags internationaal kamermuziekfestival in Zeist, wordt jaarlijks georganiseerd in de tweede helft van augustus. Sinds 2009 is Alexander Pavlovsky, eerste violist van het Jerusalem Quartet, artistiek leider.
Het festival richt zich enerzijds op concerten en een randprogrammering, die worden gegeven in en rond de 18e-eeuwse kerk van de Evangelische Broedergemeente Zeist, en anderzijds op een uitgebreid talentontwikkelingsprogramma.

## Talentontwikkeling
Het talentontwikkelingsprogramma bestaat uit een intensief 10-daags masterclassprogramma, waarbij door de jaren heen de volgende docenten betrokken zijn geweest: leden van het Daniël Quartet, Jerusalem Quartet, Schumann Quartet, Cuarteto Casals, Cuarteto Quiroga, Emerson String Quartet, Szymanowski Quartet, Borodin Quartet, Pavel Haas Quartet, Quatuor Ysaÿe, Vermeer Quartet, Zvi Maschkowski, Martin Lovett, Menahem Pressler, Orfeo Mandozzi, Valentin Erben, Robert Kulek, Marcin Sieniawski, Wu Qian, Marc Danel, Gilad Karni, Ella Pavlovsky, Eckart Heiligers, Michal Kanka, Shmuel Ashkenasi, Josef Kluson, Yigal Tuneh, Joel Krosnick, Avri Levitan, Olivier Wille, Alexander Rudin, Boris Giltburg. Er is geen concours aan het festival verbonden, om de deelnemers aan de masterclasses zich optimaal te kunnen laten richten op het verbeteren van hun talent.
Als onderdeel van het talentontwikkelingsprogramma treden de studenten ook zelf op tijdens de studententournee in locaties verspreid door Nederland, zoals Kasteel Amerongen, Kasteel Loenersloot, Hermitage Amsterdam en Gasthuiskapel Zaltbommel. Vanaf het ontstaan van het festival hebben meer dan 750 studenten deelgenomen aan de masterclasses (meting: tot en met 2019).
Daarnaast adopteert en begeleidt de Zeister Muziekdagen sinds 2010 telkens een jongerenkwartet voor de duur van enkele jaren. Na het Youngsters Corner Quartet (2010-2013), het Gióvani Kwartet (2013-2016) en Young Strings Zeist (2016-2019), heeft de Zeister Muziekdagen nu het Viride Kwartet onder zijn vleugels genomen.

## Optredende musici
Musici die tijdens het festival optraden: Hagen Quartett, Israel String Quartet, Jerusalem Quartet, Ruysdael Kwartet, Artemis Quartet, Trio Chausson, Cuarteto Casals, Cuarteto Quiroga, Kam-Porat Trio, Lucas en Arthur Jussen, Belcea Quartet, Emerson String Quartet, Schumann Quartett, Van Baerle Trio, Bennewitz Quartet, Novus String Quartet, Szymanowski Quartet, Anemos Arts Ensemble, Klieser / Bielow / Schuch: Horn Trio, Dudok Quartet Amsterdam, Sitkovetsky Piano Trio, Animoso, Ebonit Saxofoonkwartet, Borodin Quartet, Pavel Haas Quartet, Arcadia Quartet, Quatuor Danel, Trio Suleika, Pražák Quartet, Matangi Quartet, Utrecht String Quartet, Zemlinsky Quartet, Quatuor Ysaÿe, Atrium String Quartet, Duo Montefiore, Animato Kwartet, Busch Trio en Quatuor Modigliani.
Verder trad een groot aantal solisten op: de pianisten Denis Kozhukhin, Boris Giltburg, Hannes Minnaar, Eckart Heiligers, Alexander Melnikov, Hans Eijsackers, Lily Maisky, Robert Kulek, Matan Porat, Ben Kim, Jacques Ammon, Bas Verheijden, Ella Pavlovsky, Mila Baslawskaja, Gerard Bouwhuis, Eliane Rodrigues, Marcel Worms, Pedro Borges en Elisabeth Leonskaja, harpist Remy van Kesteren, mezzosopraan Christianne Stotijn, sopranen Chen Reiss, Hilla Baggio, bariton Martijn Cornet, zangeres Wende Snijders, cellisten Gary Hoffman, Valentin Erben, Gavriel Lipkind, Orfeo Mandozzi, Marcin Sieniawski, Ella van Poucke, Dmitri Ferschtman, Taco Kooistra, Boris Andrianov, Irene Enzlin, violisten Boris Brovtsyn, Shmuel Ashkenasi, Andrej Bielow, Tomoko Akasaka, Ursula Schoch, Niek Baar, altviolisten Vladimir Mykitka, Esther van Stralen, Dana Zemtsov, Avri Levitan, klarinettisten Sharon Kam, Michael Hesselink, Joan Enric Lluna, Nancy Braithwaite, Sjef Douwes, Harry-Imre Dijkstra, Paul Meyer, fagottist Bram van Sambeek, contrabassist Matthew Midgley, Ying Lai Green, hoornisten Martin van de Merwe, Ron Schaaper, trompettist Eric Vloeimans, fluitiste Marieke Schneemann en hoboïst Alexei Ogrintchouk.

## Geschiedenis
In 1990 ging het festival van start in het Beauforthuis in Zeist als de Beaufort Muziekdagen. Toen het festival in 1992 verhuisde naar de kerk van de Evangelische Broedergemeente, werd de naam veranderd in de Daniël Muziekdagen, vernoemd naar het Daniel Quartet. De cellist van dit kwartet, Zvi Maschkowski, was tot en met 2008 tevens artistiek leider van het festival.
De leden van het Daniel Quartet gaven de concerten en waren tevens docent bij de masterclasses. Na 2000 traden naast het Daniel Quartet steeds vaker ook andere ensembles op. Daarom kreeg het festival in 2004 een andere naam: Zeister Muziekdagen.

## EFFE-label voor Zeister Muziekdagen
De Zeister Muziekdagen heeft sinds 2015 het EFFE kwaliteitslabel als een van 'Europe's remarkable festivals'. Dit label wordt door het platform Europe for Festivals, Festivals for Europe (EFFE) toegekend aan festivals die zich onderscheiden door artistieke kwaliteit, lokale betrokkenheid en internationale oriëntatie. EFFE is een initiatief van de European Festivals Association.

## Onderscheiding
In 2004 ontving de Zeister Muziekdagen de Ereprijs der Gemeente Zeist ter gelegenheid van het 15-jarig bestaan.